# Laureado

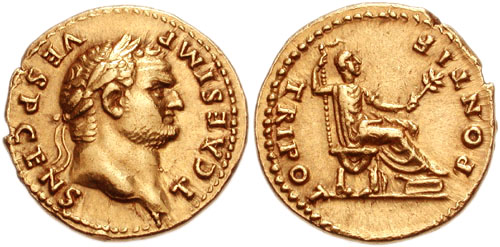
Cabeças de laureados em moedas, antigas e modernas: Acima: Vespasiano, como César (73 d.C.); abaixo: Napoleão I como Imperador (1812).

Laureado é alguém agraciado com prêmios literários ou glória militar. Também é usado para ganhadores do Prêmio Nobel, do Prêmio Gandhi da Paz, do Prêmio Estudantil da Paz e para ex -diretores musicais de orquestras que mantêm algum nível de envolvimento.

## História
Na Grécia antiga, o louro (em latim: Laurus nobilis) era sagrado para Apolo e, como tal, seus ramos eram transformados em uma coroa de honra para poetas e heróis. Esse simbolismo tem sido amplamente difundido desde então. "Cartas laureadas" antigamente significavam despachos anunciando uma vitória; e o epíteto era dado, até mesmo oficialmente por universidades (por exemplo, a John Skelton), a poetas ilustres.
O nome "bacca-laureate" para um diploma de bacharel mostra uma confusão com uma suposta etimologia do latim bacca lauri (a baga de louro), que, embora incorreta, envolve a mesma ideia. Do uso mais geral do termo "poeta laureado" surgiu sua restrição na Inglaterra ao cargo de poeta vinculado à casa real, ocupado primeiramente por Ben Jonson, para quem o cargo foi, em sua essência, criado por Carlos I da Inglaterra em 1617. A nomeação de Jonson não parece ter sido formalmente feita como poeta laureado, mas sua posição era equivalente a isso. O cargo foi um desenvolvimento da prática de tempos anteriores, quando menestréis e versificadores faziam parte da comitiva do rei; está registrado que Ricardo Coração de Leão tinha um versificador regis (Gulielmus Peregrinus), e Henrique III da Inglaterra tinha um versificador (Mestre Henrique); no século XV, John Kay, também versificador, descreveu-se como o "humilde poeta laureado" de Eduardo IV da Inglaterra. Além disso, a coroa demonstrou seu patrocínio de várias maneiras; Chaucer recebeu uma pensão e um privilégio de vinho de Eduardo III da Inglaterra, e Spenser uma pensão da Rainha Elizabeth I. W. Hamilton classifica Chaucer, Gower, John Kay, Andrew Bernard, John Skelton, Robert Whittington, Richard Edwards, Spenser e Samuel Daniel como "laureados voluntários".

### Poeta laureado
Sir William Davenant sucedeu Jonson em 1638, e o título de poeta laureado foi conferido por cartas patentes a John Dryden em 1670, dois anos após a morte de Davenant, juntamente com uma pensão de £ 300 e um barril de vinho das Ilhas Canárias. O posto então se tornou uma instituição regular, embora os emolumentos variassem, os sucessores de Dryden sendo T. Shadwell, que originou as odes anuais de aniversário e Ano Novo; Nahum Tate; Nicholas Rowe; Laurence Eusden; Colley Cibber; William Whitehead; Thomas Warton; Henry James Pye; Robert Southey; William Wordsworth; Alfred Tennyson; e, quatro anos após a morte de Tennyson, Alfred Austin. O cargo ganhou um novo brilho devido à distinção pessoal de Southey, Wordsworth e Tennyson; ele havia caído em desprezo diante de Southey, e com a morte de Tennyson houve um sentimento considerável de que nenhum possível sucessor era aceitável, já que William Morris e Algernon Charles Swinburne dificilmente seriam poetas da corte. No entanto, por fim, a inconveniência de romper com a tradição por razões temporárias, rompendo assim o único elo oficial entre a literatura e o Estado, prevaleceu sobre os protestos contra a ideia de qualquer pessoa de gênio inferior seguir Tennyson. A abolição foi defendida de forma semelhante quando Thomas Warton e William Wordsworth morreram. O poeta laureado, sendo um funcionário da corte, era considerado responsável por produzir versos formais e apropriados em aniversários e ocasiões de Estado; mas sua atividade a esse respeito variou de acordo com as circunstâncias, e o costume deixou de ser obrigatório após a morte de Pye. Wordsworth estipulou, antes de aceitar a honra, que nenhuma efusão formal de sua parte deveria ser considerada uma necessidade; mas Tennyson estava geralmente feliz com seus numerosos poemas dessa classe. Os emolumentos do cargo variaram; Ben Jonson recebeu inicialmente uma pensão de 100 marcos e, mais tarde, uma "dose" anual de vinho das Canárias. Para Pye, foi feita uma mesada de £ 27, em vez do vinho. Tennyson recebia £ 72 por ano do departamento do Lord Chamberlain e £ 27 do Lord Steward em troca da "coroa de saco".

### Drag laureado
D'Arcy Drollinger foi nomeado o primeiro laureado drag de São Francisco em maio de 2023. A função consiste em servir como embaixador das comunidades LGBTQ+, artísticas, de vida noturna e de entretenimento de São Francisco.
Pickle Drag Queen se tornou a primeira drag laureada de West Hollywood no Dia Internacional do Drag, 16 de julho de 2023.